# ولیور زاگ
ولیور زاگ (اسپانیایی: Oliver Zaugg‎؛ زادهٔ ۹ مهٔ ۱۹۸۱) دوچرخه‌سوار اهل سوئیس است.
از باشگاه‌هایی که در آن رکاب زده‌است می‌توان به آی‌ای‌ام سایکلینگ، سونیر دوال-پرودیر، تیم دوچرخه‌سواری گرواشتاینر، لیکویگاس، و تیم ترک-سگافردو اشاره کرد.